# Bandarlahalli, Gauribidanur
Bandarlahalli là một làng thuộc tehsil Gauribidanur, huyện Kolar, bang Karnataka, Ấn Độ.